# FK Dobrovice
FK Dobrovice je fotbalový klub sídlící ve středočeském městě Dobrovice. Od přelomu století patří mezi nejúspěšnější amatérské kluby Mladoboleslavska. Hlavní mužský tým hrál v letech 2015 až 2019 třetí nejvyšší soutěž v Čechách - ČFL. Po jejím odhlášení nastupoval v krajském přeboru a v sezóně 2022/2023 bude hrát Divizi C. Hlavním sponzorem klubu je cukrovar Tereos TTD.

## Historie
Klub byl oficiálně založen roku 1911 jako Sportovní klub Dobrovice. Ve 30. letech se propracoval do tehdejší 1. A třídy a od sezóny 1947/48 hrál dokonce tehdejší třetí nejvyšší soutěž, Pelikánovu severočeskou župu, po boku klubů jako Jablonec nad Nisou, Semily, Liberec, Česká Lípa, Jičín či Mladá Boleslav. V první sezóně skončil třetí a v polovině následující sezóny dokonce vedl, soutěž však poté byla anulována a přeorganizována.
V 50. letech se propadl až do okresních soutěží a s krátkými přestávkami v nich zůstal následujících 40 let. Jméno klubu bylo několikrát násilně změněno (Cukrovar, DSO Slavoj, TJ Sokol). V 90. letech se oddíl osamostatnil od místního Sokola, čímž vznikl FK Dobrovice.
Roku 1995 do vedení klubu vstoupili ředitel dobrovického cukrovaru Oldřich Reinbergr a místní podnikatel Josef Volf, čímž klub získal schopné vedení a silné sponzory. Následoval rychlý vzestup, klub během 6 let postoupil z okresního přeboru až do divize. Zařazen byl do divizní skupiny C, z níž v průběhu let dvakrát spadl do krajského přeboru a dvakrát postoupil zpět. Sezónu 2013/2014 zakončil na druhém místě divizní tabulky a v ročníku 2014/2015 vybojoval prvenství a historický postup do ČFL. Zde klub strávil čtyři sezóny, v nichž vybojoval postupně sedmou, jedenáctou, třináctou a znovu sedmou příčku, načež z ČFL dobrovolně odstoupil z důvodu ekonomických problémů hlavního sponzora a pro sezónu 2019/2020 se přihlásil do středočeského krajského přeboru, odkud z 2. místa v sezóně 2021/2022 postoupil do Divize C.

## Odstoupení z ČFL
Kvůli ekonomickým problémům hlavního sponzora - cukrovaru Tereos TTD, kdy se prodejní cena cukru dostala hluboko pod jeho výrobní náklady, se do ekonomických potíží dostal i samotný klub. Tereos TTD byl nucen omezit objem prostředků, které každoročně na fungování dobrovického fotbalu poskytuje.
Tereos TTD za posledních 15 let vložil jako hlavní partner do FK Dobrovice více než 90 milionů Kč, a to nejen do chodu klubu a platů hráčů v divizi a České fotbalové lize, ale také do zvelebování dobrovického fotbalového stadionu, kde se například postavila nová tribuna, tréninkové hřiště, zázemí pro hráče, objekt hospody, dětské hřiště a další. Roční rozpočet klubu v ČFL dosahoval téměř 7 milionů Kč. Z toho důvodu padlo rozhodnutí nepřihlásit FK Dobrovice do ročníku 2019/2020 České fotbalové ligy, ale pokračovat v krajském přeboru, a zrušit B-tým, který do té doby působil v krajské 1.A třídě. Zůstala ale zachována všechna mládežnická mužstva, která FK Dobrovice považuje za svou prioritou.

## Známé osobnosti
Klubem prošlo mnoho známých fotbalových jmen, především Jiří Němec, Martin Zbončák, Petr Vrabec, Petr Lukáš, Jiří Homola či Tomáš Cigánek. Na počátku roku 2013 si klub získal značnou mediální pozornost snahou o angažování známého stopera Tomáše Řepky. Ve stejném ročníku stál v jeho čele trenér Karel Stanner, známý z působení na lavičce prvoligové Mladé Boleslavi.

## Umístění v jednotlivých sezonách
Stručný přehled
- 2004–2008: Divize C
- 2008–2009: Přebor Středočeského kraje
- 2009–2010: Divize C
- 2010–2012: Přebor Středočeského kraje
- 2012–2015: Divize C
- 2015–2019: Česká fotbalová liga
- 2019–2022: Přebor Středočeského kraje
- 2022–2025: Divize C

Jednotlivé ročníky
Legenda: Z - zápasy, V - výhry, R - remízy, P - porážky, VG - vstřelené góly, OG - obdržené góly, +/- - rozdíl skóre, B - body, červené podbarvení - sestup, zelené podbarvení - postup, fialové podbarvení - reorganizace, změna skupiny či soutěže
| Česko (2004– ) |                            |        |    |    |    |    |    |    |     |    |        |
| Sezóny         | Liga                       | Úroveň | Z  | V  | R  | P  | VG | OG | +/- | B  | Pozice |
| 2004/05        | Divize C                   | 4      | 30 | 15 | 5  | 10 | 54 | 46 | +8  | 5  | 2.     |
| 2005/06        | Divize C                   | 4      | 30 | 15 | 7  | 8  | 47 | 28 | +19 | 52 | 3.     |
| 2006/07        | Divize C                   | 4      | 30 | 15 | 6  | 9  | 54 | 41 | +13 | 51 | 4.     |
| 2007/08        | Divize C                   | 4      | 30 | 9  | 7  | 14 | 51 | 44 | +7  | 34 | 13.    |
| 2008/09        | Přebor Středočeského kraje | 5      | 30 | 20 | 3  | 7  | 61 | 38 | +23 | 63 | 2.     |
| 2009/10        | Divize C                   | 4      | 30 | 3  | 6  | 21 | 30 | 54 | -24 | 15 | 16.    |
| 2010/11        | Přebor Středočeského kraje | 5      | 30 | 13 | 8  | 9  | 61 | 40 | +21 | 47 | 4.     |
| 2011/12        | Přebor Středočeského kraje | 5      | 30 | 21 | 3  | 6  | 85 | 23 | +62 | 6  | 2.     |
| 2012/13        | Divize C                   | 4      | 30 | 12 | 6  | 12 | 40 | 35 | +5  | 42 | 8.     |
| 2013/14        | Divize C                   | 4      | 30 | 18 | 7  | 5  | 65 | 29 | +36 | 61 | 2.     |
| 2014/15        | Divize C                   | 4      | 30 | 20 | 8  | 2  | 72 | 23 | +49 | 73 | 1.     |
| 2015/16        | Česká fotbalová liga       | 3      | 36 | 16 | 7  | 13 | 72 | 54 | +18 | 59 | 7.     |
| 2016/17        | Česká fotbalová liga       | 3      | 34 | 12 | 8  | 14 | 59 | 58 | +1  | 49 | 11.    |
| 2017/18        | Česká fotbalová liga       | 3      | 34 | 13 | 4  | 17 | 47 | 44 | +3  | 46 | 13.    |
| 2018/19        | Česká fotbalová liga       | 3      | 32 | 13 | 7  | 12 | 47 | 42 | +5  | 48 | 8.     |
| 2019/20        | Přebor Středočeského kraje | 5      | 16 | 7  | 4  | 5  | 31 | 25 | +6  | 27 | 5.     |
| 2020/21        | Přebor Středočeského kraje | 5      | 8  | 4  | 0  | 4  | 19 | 14 | +5  | 12 | 6.     |
| 2021/22        | Přebor Středočeského kraje | 5      | 30 | 21 | 3  | 6  | 83 | 29 | +54 | 6  | 2.     |
| 2022/23        | Divize C                   | 4      | 30 | 11 | 8  | 11 | 41 | 50 | -9  | 41 | 8.     |
| 2023/24        | Divize C                   | 4      | 30 | 8  | 9  | 13 | 29 | 44 | -15 | 3  | 13.    |
| 2024/25        | Divize C                   | 4      | 30 | 6  | 11 | 13 | 35 | 55 | -20 | 29 | 13.    |

Poznámky:
- 2019/20: Sezona nedohrána kvůli pandemii covidu-19.
- 2020/21: Sezona nedohrána kvůli pandemii covidu-19.